# 盧懷慎
盧懷慎（？—716年），字怀慎，滑州靈昌县（今河南滑縣西南）人，祖籍范阳郡涿县，唐代官員。

## 生平
盧懷慎出自范阳卢氏北祖第三房，祖父卢悊为灵昌令，因此迁居于灵昌。怀慎少年清谨，中進士及第，武則天時历任監察御史、吏部员外郎，唐中宗景龙年间，遷右御史台御史中丞，《旧唐书》载其所上的时政得失三篇。他官职累迁至黃門侍郎，赐爵渔阳伯。為官清廉謹慎，家裡的陳設用具簡陋。
唐玄宗先天二年，他与侍中魏知古在东都洛阳分掌选事，開元元年（713年），征还长安任同中书门下三品（宰相）。開元三年（715年）遷黃門監。與紫微令姚崇同為宰相，掌枢密。懷慎才能不及姚崇，遇事推諉，時人稱「伴食宰相」。四年，兼任吏部尚書。同年秋，以疾致仕，旬日而卒，遺言推薦宋璟、李杰、李朝隱、盧從願，唐玄宗哀悼感嘆，贈荆州大都督，諡曰文成。欧阳修《集古录》记载洛阳卢怀慎碑立于开元八年（720年），礼部尚书苏颋撰文，玄宗八分书。

## 子孙
- 子：卢奐，尚書右丞、漁陽縣伯
  - 孙：卢振，國子主簿
  - 孙：卢鈞，左武衛兵曹參軍
- 子：卢弈，御史中丞
  - 孙：卢杞，德宗朝位至宰相。
  - 孙：卢橚

1. ↑  《金石录·卷二十六》：右《唐卢怀慎碑》，苏颋撰。其叙怀慎官阀甚略，云“公讳怀慎，字怀慎”，而《史》不载其字。又云..“上因畤鄠.杜，北望京阙，岿然有公之别庐。抵其宅，室甚陋。”据此所书，乃明皇尝亲幸其第，而《史》云“驰使问之”，非也。《史》云：“怀慎属疾，宋璟、卢从愿候之。临别，执二人手曰：‘上求治切，然享国久，稍倦于勤，将有憸人乘间而进矣。’盖谓杨、李也。果如此，怀慎可谓先见，然独《新史》有之，《旧史》不载。案怀慎以开元四年卒，是时明皇新即位，登用贤俊，锐于为治之时也，乃曰“享国久，倦于勤”，何哉？疑初无此事，盖《唐史》喜取小说所载故事，多谬误。以此知是非去取，秉史笔者岂不可慎。